# Nikolaus Reinhard von Hanenfeldt
Nikolaus Reinhard von Hanenfeldt (* 6. April 1723 in Kurland; † 11. August 1805 in Neiße) war ein preußischer Generalleutnant.

## Leben

### Herkunft
Nikolaus Reinhard entstammte einem alten baltischen Geschlecht und war der Sohn von Reinhold Karl von Hanenfeldt († 1765), Herr auf Tixtensee, Dünhof in Kurland und dessen Ehefrau Margarethe Anna, geborene von Krummes, verwitwete von Botzheim.

### Militärkarriere
Hanenfeldt wurde 1739 in der Preußischen Armee als Gefreiterkorporal im Regiment des Königs angestellt. Er war dann ab August 1740 beim Grenadier-Gardebataillon Nr. 6 und nahm mit diesem während des Feldzuges 1744/45 an den Schlachten bei Hohenfriedberg und Soor teil. In der Zwischenzeit war er dort am 13. September 1745 Fähnrich geworden. Zu Beginn des Siebenjährigen Krieges war Hanenfeldt Sekondeleutnant. Er kämpfte bei Kolin, Hochkirch, Liegnitz, Torgau und wurde nach Kriegsende schließlich Kapitän und Kompaniechef. Am 24. Mai 1770 folgte dann seine Beförderung zum Major und als solcher wurde er am 13. Januar 1777 Kommandeur des Grenadier-Gardebataillons. Hanenfeldt befehligte das Bataillon auch während des Bayerischen Erbfolgekrieges und wurde in der Folgezeit am 22. Mai 1781 zum Oberstleutnant sowie am 5. Juni 1782 zum Oberst befördert. Für seine langjährigen Verdienste erhielt Hanenfeldt am 21. November 1786 den Orden Pour le Mérite. Im Jahr darauf ernannt ihn Friedrich Wilhelm II. zum Kommandanten von Potsdam. Er ernannte Hanenfeldt außerdem am 7. Februar 1789 zum Chef des Infanterieregiments „Markgraf Heinrich“ Nr. 42. Drei Monate später wurde er zum Generalmajor befördert. Hanenfeldt demittierte am 29. Dezember 1794 als Generalleutnant mit einer jährlichen Pension von 1200 Talern.

### Familie
Hanenfeldt hatte am 5. September 1786 in Potsdam Maria Charitas Jeny (* 4. Mai 1745; † 9. April 1810 in Neiße) geheiratet. Aus der Ehe gingen folgende Kinder hervor:
- Marie Christiane Charlotte (* 10. April 1765 in Potsdam) ⚭ Johann Karl Friedrich von Mengden (* April 1730; † 15. August 1796 in Warschau), preußischer Generalleutnant
- Johann Nikolaus (* 29. November 1768 in Potsdam; † 25. Mai 1769)